# Лисиця (геральдика)
Лисиця — геральдична тварина в геральдиці.

## Символіка
У геральдиці лисиця є символом мудрості, хитрості, витонченості, винахідливості, симуляції або передбачення. Лисиця часто включалася в герби тих, хто успішно здійснив хитромудру і смертоносну хитрість для ворога.
Казки, притчі, байки про хитрість лисиці, що співіснували у німецьких і слов'янських народів, зазвичай засновані на біблійних уявленнях, які існували в Палестині вже під час пророка Єзекіїля. Перекази про хитрість і лукавство лисиці у всіх європейських народів мають одне історичне джерело — латинський текст XI століття, що «розвиває» висловлювання пророка Єзекіїля про шакалів. У XII столітті цей текст перекладено давньонімецькою мовою, отримавши поширення: у XIII столітті — в Голландії, у XV столітті — на Нижній Саксонії, після чого перейшов до західних слов'ян і в кінці XV-початку XVI століття — у Білорусь та Україну. Тим часом у Біблії малися на увазі не лисиці, а шакали, які давні євреї називали «синами воя», але через відсутність подібного звіра в Європі, при перекладі біблії, слово «шакал» було замінено на «лисиця» і всі негативні риси шакалів приписані їм.
Помилка, допущена перекладачами біблії на зорі християнства, мала досить серйозні наслідки для європейської геральдики:
- У німецькій та слов'янській символіці відбулося закріплення ознак та звичок шакала за лисицями, оскільки народно-літературні традиції не мали права розходитися з церковною та підривати її авторитет;
- Західноєвропейські католицькі геральдисти відмовилися включити лисицю як негативний біблійний образ до числа геральдичних фігур тварин.

У лисиці багато імен, що є підставою для промовистих гербів. Герб району Райнікендорф у Берліні перегукується з Райніке або герб Фосвінкеля, району Арнсберга, з Фоссом. Існує також «пропмовистий герб» у Фобурзі, де лисиця в назві походить від староверхньонімецького foha. Подібне у Фоенштраус, тут це vohe. В Італії поширене прізвище Вольпе та її варіанти.
Шляхетний рід Цімбургів мав спільний ідентифікаційний знак як рід (Ярош фон Фуксберг, 1237—1271). На їхніх шоломах була лисиця, що біжить. Це мало показати не тільки можливе споріднення, але й походження від ктіборійців. Це могло бути ранньою фігурою у верхньому гербі.
Лис і Фукс — шляхетські герби в східній Європі.

## Опис
Лисиця зображується у тій же формі, що й вовк, і відрізняється своїм кольором, зазвичай червоним.
Лисицю зображують стоячою або під час бігу. Сидіння також є поширеним зображенням. Герб Фріка показує, як лисиця стрибає . Хвіст (хвіст) показаний особливо густим, а на деяких ілюстраціях кінчик показаний побіленим. Найчастіше зображується червоний колір лисиці, але ми також знаходимо її в білому, чорному, золотому, срібному і навіть синьому, жовтому та зеленому кольорах.

Різні кольори для озброєння зустрічаються не часто. Іноді в морді лисиці щось застрягло як прикраса, наприклад, виноградне гроно, яке вона несе в морді на гербі тюрингенського дворянського роду Йєна.

Висхідна руда лисиця: герб Реннертсгофена
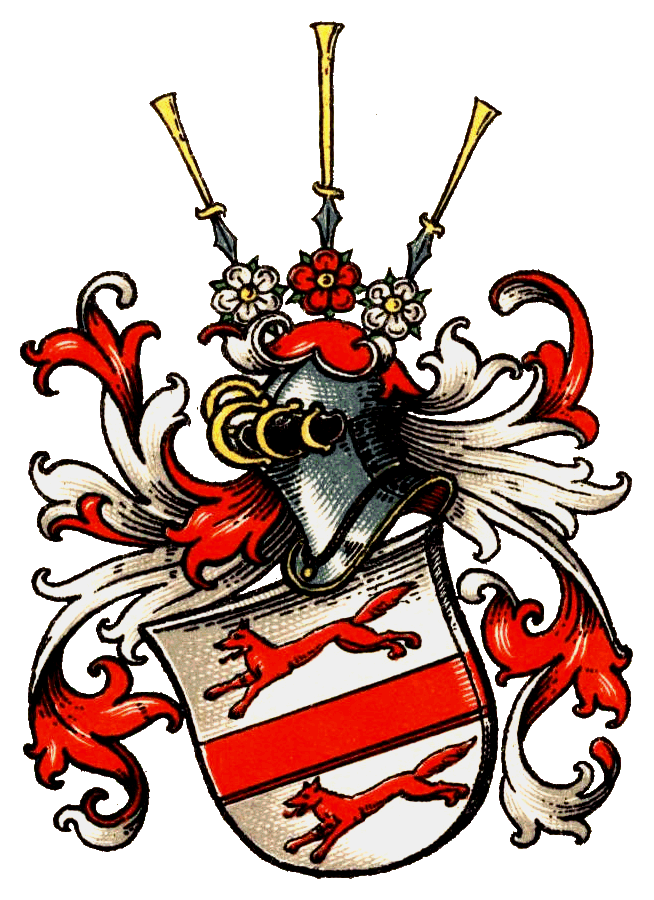
Герб роду фон Кляйст
Лис (герб)
Герб Абтсвінда
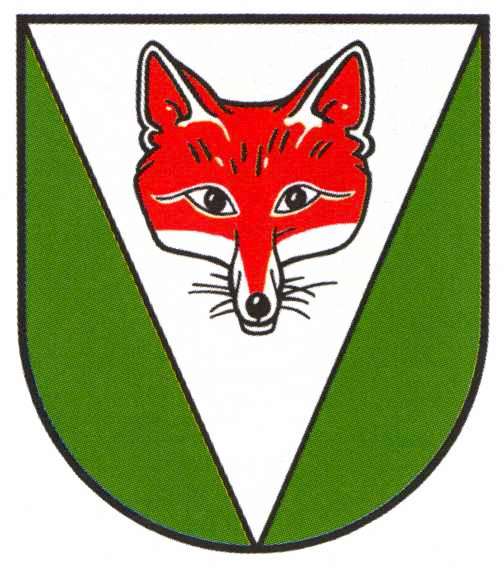
Лисиця в гербі Гіфхорн-Вінкель
Герб району Берлін-Райнікендорф
Герб Саранська
Лис у полях 2 і 3 Тройхтлінгена
Лисиця в гербі Фохенштрауса
Лисиця в гербі Фуксштадта
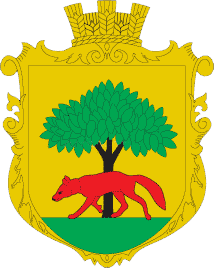
Герб Горонди
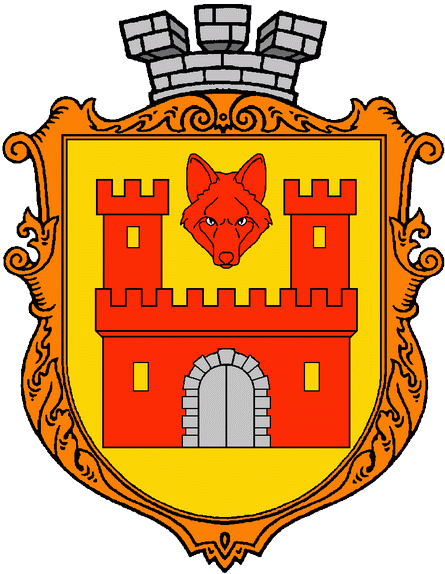
Промовистий герб Лисець
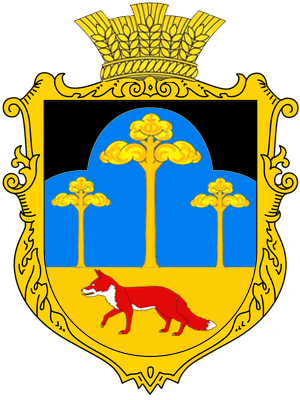
Герб Великого Лісу
Герб острова принца Едварда